# Eustomias lanceolatus
Eustomias lanceolatus es una especie de pez de la familia Stomiidae en el orden de los Stomiiformes.

## Morfología
• Los machos pueden llegar alcanzar los 11,5 cm de longitud total.

## Hábitat
Es un pez de mar y de aguas profundas que vive entre 592-657 m de profundidad.

## Distribución geográfica
Se encuentra en las regiones  tropicales del  Atlántico.